# جمعية الطلاب المسلمين (إندونيسيا)
رابطة الطلاب المسلمين (بالإندونيسية: Himpunan Mahasiswa Islam)‏ اختصاراً HMI، هي منظمة طلابية تأسست في يوجياكرتا في الرابع عشر من ربيع الأول 1366 هـ الموافق 5 فبراير 1947 ، بمبادرة من لافران باني و 14 طالبًا من المدرسة الإسلامية الثانوية (الجامعة الإسلامية في إندونيسيا). 
وهي منظمة مستقلة تهدف إلى ربط الأكاديميين والمبدعين - لخدمة الإسلام، وتحمل المسؤولية عن خلق شعب عادل يباركه الله.